# شركة تطوير خطوط سانت لورانس البحرية
 تعد شركة تطوير خطوط سانت لورانس البحرية هي وكالة وزارة النقل الأمريكية التي تدير وتدير المنشآت التي تملكها وتشغلها الولايات المتحدة في طريق Saint Lawrence Seaway المشترك بين الولايات المتحدة وكندا. وهي تدير اثنين من 15 قفلًا من الطريق البحري بين مونتريال وبحيرة إيري .
نظيرتها الكندية هي شركة إدارة خطوط سانت لورانس البحرية ، وهي شركة غير ربحية بموجب القانون الكندي.
المسؤول الحالي هو بيتي سوتون ، الممثل الديمقراطي الأمريكي السابق من ولاية أوهايو. 